# Anasterias directa
Anasterias directa är en sjöstjärneart som först beskrevs av Jean Baptiste François René Koehler 1920.  Anasterias directa ingår i släktet Anasterias och familjen trollsjöstjärnor. Inga underarter finns listade i Catalogue of Life.